# حوزه انتخابیه بیست‌وسوم کالیفرنیا
حوزه انتخابیه بیست‌وسوم کالیفرنیا یک حوزه انتخابیه مجلس نمایندگان آمریکا است که در ایالت کالیفرنیا قرار دارد.